# Войцех Корфантий
Войцех Корфантий (пол. Wojciech Korfanty, 20 квітня 1873, Садзавка — 17 серпня 1939, Варшава) — польський державний та політичний діяч, один з керівників Третього сілезького повстання, депутат Рейхстагу Німецької імперії та Сейму Польщі I і II скликань.

## Біографія

### Ранній період
Народився 20 квітня 1873 року в селищі Садзавка (зараз в межах м. Семяновице-Сльонське) в родині шахтаря, при хрещенні отримав ім'я Адальберт. У 1879 році вступив в народну школу в Семяновицях, потім з 1885 року навчався в Королівській гімназії в Катовицях, де познайомився з майбутнім верхньосилезьким політиком Константієм Вольним. У школі вів активну пропольську діяльність, організував таємний гурток, що займався пропагандою польської культури і літератури, брав участь у зборах, встановив зв'язки з діячами великопольського регіону німецької імперії.
Через негативні висловлювання про Отто фон Бісмарка 14 серпня 1895 року відрахований з випускного класу. Середню школу закінчив екстерном у грудні 1895 року після втручання Юзефа Кросцельського, депутата Рейхстагу від Великої Польщі, і в тому ж році вступив до політехнічного інституту в Шарлоттенбурге. Восени 1896 року перевівся на філософський факультет Королівського університету в Бреслау. Провчившись два семестри в 1896—1897 навчальному році, зробив дворічну перерву, під час якої працював репетитором в аристократа Вітольда Юндзілло, заробляючи на продовження навчання. Відновившись на тому ж факультеті, займався, зокрема, політекономією у професора Вернера Зомбарта, з яким згодом зберіг контакт. У травні 1901 року перевівся до Берліна, і, провчившись останній семестр, в серпні закінчив навчання.
11 вересня 1902 року взяв участь в зборах, покликаних відродити Гімнастичне товариство «Сокіл» в Катовицях, де більшістю голосів був обраний головою організації.

## Політична діяльність
У 1901—1908 роках був членом Національної ліги, співпрацював з Романом Дмовським. З 1901 року був головним редактором газети «Górnoślązak». 1901 року був заарештований за публікацію статей «Do Niemców» й «Do moich braci Górnoślązaków» і постав перед судом в Познані. В ході процесу наполягав, що статті були спрямовані проти шовіністів, але був засуджений на чотири місяці в'язниці з відмовою звільнення під заставу. Термін відбував у в'язниці під Вронками. Був звільнений у травні 1902 року. В 1907—1908 році відійшов від націонал-демократичного руху.
У травні 1909 року брав участь у створенні філії Польського демократичного суспільства в Познані, покликаного об'єднати демократичні сили для захисту і розвитку польського національного духу в Німецької імперії.
У 1903—1912 роках і 1918 році був депутатом Рейхстагу і прусського Ландтагу (1903—1918 роки). На відміну від інших сілезьких депутатів, що входили в парламентський клуб Німецької партії «Центр», вступив у Польське коло. В 1905 році ініціював створення в Катовицях друкованого органу Верхнесилезських націонал-демократів «Polak», ставши його головним редактором і власником.
Через нападки політичних супротивників і власного оточення в 1912 році відмовився висувати свою кандидатуру на виборах до Рейхстагу.
6 червня 1918 року виграв додаткові вибори до Рейхстагу з перевагою майже у два рази. Змагаючись з Бенно Нелертом, отримав підтримку в тому числі німецького населення попри відкриту підтримку відділення від Німецької імперії Сілезії, Великої Польщі і частково Помор'я.
25 жовтня 1918 року демонстративно вийшов зі складу Рейхстагу, вимагаючи приєднання до польської держави всіх польських земель, що відійшли до Пруссії в результаті поділів Польщі, а також Верхньої Сілезії. У 1918—1919 роках був членом Верховної народної ради — уряду Великої Польщі в період Великопольського повстання.

### Третє Сілезьке повстання

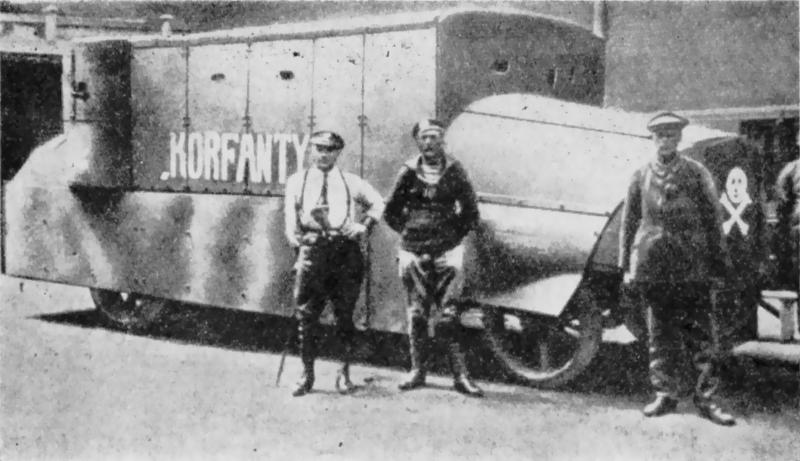
Бронеавтомобіль «Korfanty» в 1920 році

У 1920 році був призначений комісаром у справах плебісциту в Верхній Сілезії з боку Польщі. Неодноразово виступав на мітингах, агітуючи голосувати за Польщу. Після несприятливої для поляків інтерпретації результатів плебісциту ініціював і очолив Третє сілезьке повстання.
Сам Корфантий не вірив в успіх повстання і бачив в збройному виступі прояв волі населення регіону, яке повинно було привернути увагу Міжсоюзницькій комісії, яка приймала рішення про розподіл території плебісциту між Польщею і Німеччиною. У зв'язку з цим він розпорядився призупинити бойові дії, хоча ініціатива на фронті була на боці поляків. На користь такого рішення говорить те, що повстанці, які успішно протистояли загонам націоналістів, не витримали б зіткнення з регулярною німецькою армією, а остаточне рішення з питання розділу Сілезії в будь-якому випадку вирішувала Міжсоюзницька комісія, і результати бойових дій могли бути лише додатковим аргументом. Так чи інакше, дії Корфантия призвели до втрати повстанцями ініціативи на фронті. У липні 1921 року він залишив Сілезію, призначивши наступником Юзефа Римера, який незабаром очолив Верховну народну раду у Верхній Сілезії.

### У незалежній Польщі
Був членом наглядової ради Банку взаємного страхування «Vesta» в Познані. З 1922 по 1930 рік був депутатом Сейму I і II скликань. У I скликання входив в клуб Християнсько-національної партії праці (ChNSP). 14 липня 1922 року, після провалу формування уряду Артура Сливиньського, Головною комісією Сейму був призначений прем'єр-міністром і склав кабінет, проте в результаті протесту Юзефа Пілсудського і загрози проведення загального страйку Польської соціалістичної партії не приступив до формування уряду, а 29 липня комісія відкликала його кандидатуру. З жовтня по грудень 1923 року був віцепрем'єром і радником в уряді Вітоса від християнських демократів. 11 вересня 1924 року купив у Ігнаци Падеревського газету Rzeczpospolita.

### Останні роки
У 1930 році разом з депутатами Центролева був арештований і поміщений в Брестську фортецю, однак у число звинувачених у Берестейському процесі його не було включено.
Після звільнення повернувся до Верхньої Сілезії, однак, будучи політичним противником воєводи Міхала Гражиньського, жив під постійною загрозою арешту. Був депутатом сейму Сілезького воєводства і членом Сенату Польщі III скликання.
Навесні 1935 року, побоюючись репресій, поїхав до Праги, звідки не зміг повернутися навіть на похорон сина Вітольда, оскільки уряд прем'єра Складовського відмовився надати йому гарантії недоторканності. Після окупації Чехословаччини виїхав через Німеччину до Франції. Був одним із засновників, котрий виступав проти санації об'єднання Front Morges, а потім організатором і головою Партії праці, яка об'єднала християнських демократів і Національну робочу партію.
У квітні 1939 року, після розриву Третім Рейхом декларації про незастосування сили, повернувся до Польщі, проте, не дивлячись на бажання боротися з німцями, був арештований і поміщений в варшавську в'язницю Павяк. Попри протести громадської думки, провів там майже три місяці. 20 липня 1939 року його було звільнено через хворобу, ймовірно, щоб запобігти смерті в тюрмі.
Помер в лікарні у Варшаві вранці 17 серпня 1939 року. 20 серпня 1939 року був похований в сімейному склепі в Катовіцах. За однією з версій був навмисне отруєний парами миш'яку, якими були просякнуті стіни камери.

## Сім'я
Був одружений з продавчинею битомського універмагу Ельжбетою Шпротувною. Перед весіллям, призначеним на 1 липня 1903 року, настоятель Костелу святої Трійці відмовив у проведенні обряду вінчання, зажадавши принести вибачення пронімецьким священикам (Корфантий публічно критикував їх, зокрема, за практику відмови у відпущенні гріхів парафіянам, які читали пропольську пресу). Відмова, можливо, була ініційована кардиналом Георгом Коппом, який очолював вроцлавську єпархію. Корфантий відмовився принести вибачення, виїхав з нареченою в Краків і, проживши необхідні за законом шість тижнів в Австро-Угорщини, 5 жовтня 1903 року обвінчався за підтримки краківського кліру в костелі святого Хреста.
У сім'ї народилося четверо дітей: Вітольд (1910—1938), Збигнев (1905—1970, Даллас), Хальжка (?—1990, Бостон) і Марія (1908—06.10.1996, Нью-Йорк). Діти покинули Польщу в 1939 році, жили в Канаді та Великій Британії.
Дружина в 1945 році повернулася до Польщі й оселилася в Катовице у сестер. Померла 8 січня 1966 року, похована разом з чоловіком.

## Нагороди
- Орден Білого орла — 1997 (посмертно)

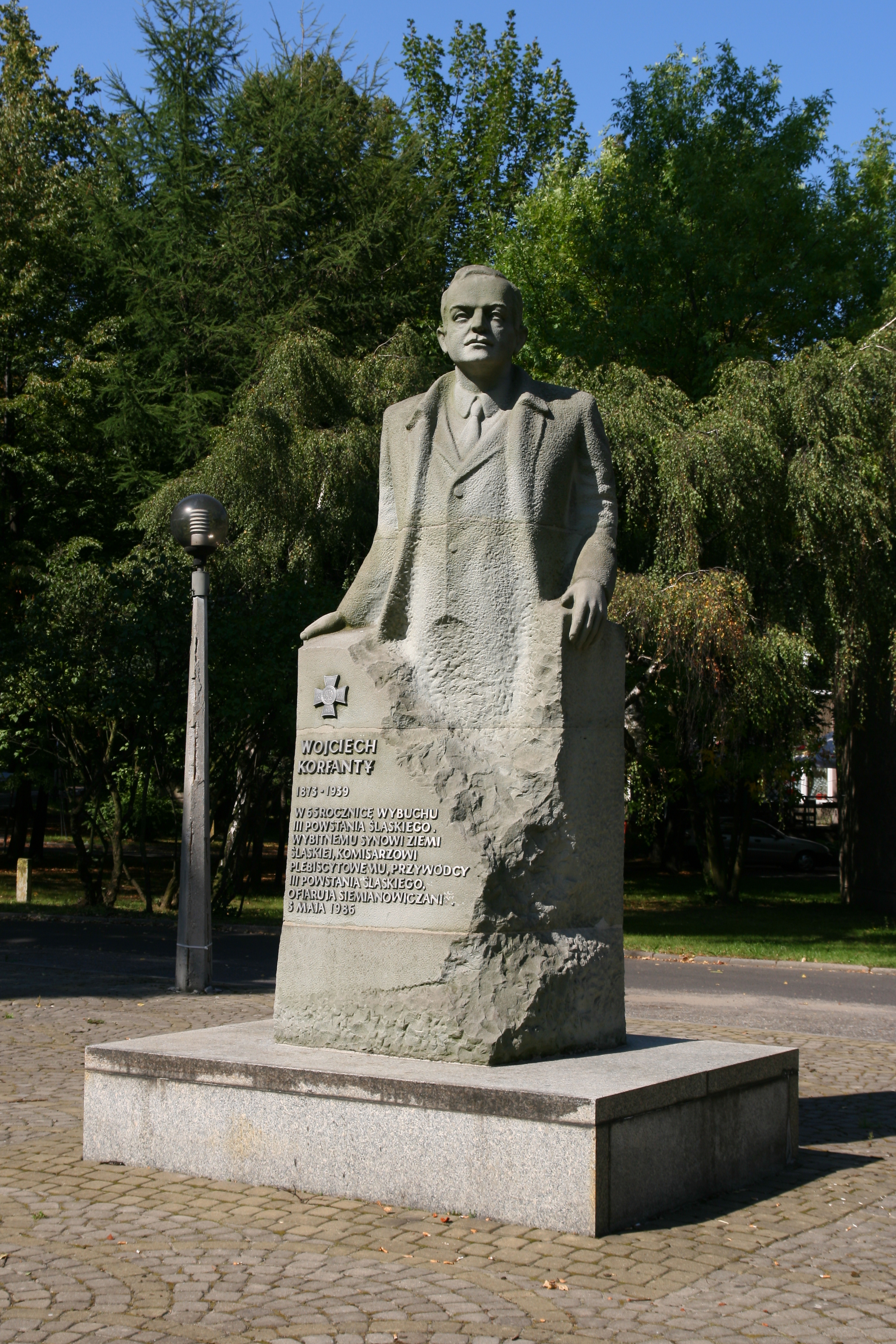
Пам'ятник Войцеху Корфантию в м. Семяновице-Сльонське

- Хрест хоробрих (чотири рази) — 1922

## Пам'ять
Пам'ятники Войцеху Корфантию встановлені в містах Катовиці, Жори, Вроцлав і Семяновице-Сльонське.
Його ім'ям названі бронепоїзд і бронеавтомобіль Korfanty, що застосовувалися в ході Третього сілезького повстання, місто Корфантув в Опольському воєводстві, площі в містах Водзислав-Сльонський, Милич і Тихи, алеї в містах Катовиці, Гливиці та Забже, райони в містах Семяновице-Сльонське і Жори, а також вулиці в багатьох містах Польщі.